# Heinz de Lange
Heinz de Lange (13 de abril de 1937-7 de julio de 2016) fue un futbolista alemán que jugaba en la demarcación de defensa.

## Biografía
Tras formarse en las categorías inferiores, finalmente en 1955 con 18 años debutó como futbolista con el Borussia Mönchengladbach. Empezó a jugar en la Oberliga West. Tras un breve paso por la 2. Oberliga West al descender en la temporada 1956-57, y ascender en la siguiente, permaneció en la máxima categoría del fútbol alemán durante las once temporadas que jugó en el equipo. Su mayor logro con el club fue ganar la Copa de Alemania de 1960 tras un resultado de 3-2 en la final contra el Karlsruher SC. En 1966 fichó por el VfR Neuss, donde se retiró tras un año.
Falleció el 7 de julio de 2016 a los 79 años de edad.

## Clubes
| Club                     | País     | Año         | Partidos | Goles |
| ------------------------ | -------- | ----------- | -------- | ----- |
| Borussia Mönchengladbach | Alemania | 1955 - 1966 | 170      | 0     |
| VfR Neuss                | Alemania | 1966 - 1967 |          |       |

## Palmarés

### Campeonatos nacionales
| Título           | Club                     | País     | Año  |
| ---------------- | ------------------------ | -------- | ---- |
| Copa de Alemania | Borussia Mönchengladbach | Alemania | 1960 |